# Socha svatého Floriána (Horní Údolí)
Socha svatého Floriána stojí u hřbitova v Horním Údolí ve Zlatých Horách v okrese Jeseník. Ministerstvo kultury České republiky ji v roce 1995 prohlásilo kulturní památkou ČR a je součástí vesnické památkové zóny.

## Historie
Pískovcová socha svatého Floriána, patrona hasičů, je umístěna před vstupem na hřbitov v Horním Údolí. Sochařské dílo bylo zhotoveno v sochařské dílně bratrů Kutzerů. Jako autor je uváděn Reimund Kutzer, který ji vytvořil v roce 1875. Socha byla prohlášena kulturní památkou Ministerstvem kultury ČR v roce 1995.

## Popis
Volně stojící pískovcová socha svatého Floriána je postavena na mramorovém podstavci, který je čtyřhranný s profilovanou římsou. Na přední straně nese nápis. Svatý Florián v oděvu římského vojáka stojí v mírném kontrapostu. S pohledem upřeným nahoru se levou rukou opírá o žerď vlajky. U levé nohy je zobrazen hořící dům. Socha je v zadní partii plochá, opřená o mlýnský kámen. Na soše byla zaznamenána barevná polychromie.
Nápis:
FLORIANUS HILF FÜR UNS. ZUR EHRE GOTTES ERRICHTET VON DEN BILDHAUEN KUTZER 1875